# Exposé (film, 1976)
Pour les articles homonymes, voir Exposé.
Pour plus de détails, voir Fiche technique et Distribution.
Exposé est un film britannique réalisé par James Kenelm Clarke (en), et sorti en 1976.

## Synopsis
Paul Martin (Udo Kier), un écrivain paranoïaque incapable de se lancer dans l'écriture de son second roman, engage une secrétaire, Linda (Linda Hayden). 
C'est à partir de ce moment que les ennuis vont vraiment commencer.

## Fiche technique
- Titre : Exposé
- Réalisateur : James Kenelm Clarke (en)
- Scénario : James Kenelm Clarke
- Photographie :
- Montage :
- Musique :
- Direction artistique :
- Costumes :
- Producteur :
- Société de production : Norfolk International Pictures
- Distributeur :
- Pays d'origine :  Royaume-Uni
- Langue : Anglais
- Lieux de tournage : Hatfield Peverel, Essex, Angleterre de l'Est, Royaume-Uni
- Format : Couleur
- Genre : Thriller
- Durée : 84 minutes (1 h 24)
- Dates de sortie :
  -  Royaume-Uni : mars 1976
  -  Danemark : 30 novembre 1977
  -  Allemagne de l'Ouest : juillet 1989
  -  France : 17 mai 2006 (DVD première)
- Classification :
  -  Royaume-Uni : Film X[1]
- Affiche : Macario Gómez Quibus (Espagne)

## Distribution
- Udo Kier : Paul Martin
- Linda Hayden : Linda
- Fiona Richmond (en) : Suzanne
- Patsy Smart (en) : madame Aston
- Karl Howman (en) : le petit jeune
- Vic Armstrong : le grand jeune